# Manfred Donike
Manfred Donike (Erftstadt, Rin del Nord-Westfàlia, 28 de març de 1933 - Johannesburg, 21 d'agost de 1995) va ser un ciclista i químic alemany.
Com a ciclista, competí professionalment entre 1954 i 1962, participant dos cops al Tour de França.
Un cop retirat, es va graduar en química a Colònia el 1965. Es va especialitzar en la investigació sobre el dopatge, principalment en la detecció de productes dopants en l'esport. El 1972, Donike va desenvolupar un procediment capaç de la detecció precisa de substàncies prohibides i els seus metabòlits a través de l'anàlisi, utilitzant la cromatografia de gasos i l'espectrometria de masses, de l'orina. Aquest mètode es va fer servir als Jocs Olímpics, i va ser el que va detectar el positiu per estanozolol de Ben Johnson.
El 1977 va ser nomenat director de l'Institut de Bioquímica de la Universitat Alemanya de l'Esport a Colònia.
Els seus fills Manfred, Alexander i Andreas també van ser ciclistes.

## Palmarès en pista
- 1957
  -  Campió d'Alemanya amateur en Madison (amb Hans Vadder)
- 1956
  - 1r als Sis dies de Münster (amb Edi Gieseler)
- 1957
  -  Campió d'Alemanya en Madison (amb Edi Gieseler)

## Palmarès en ruta
- 1960
  - Vencedor d'una etapa a la Volta als Països Baixos

### Resultats al Tour de França
- 1960. Abandona (11a etapa)
- 1961. Fora de control (6a etapa)